# Kim Weston (Sängerin)

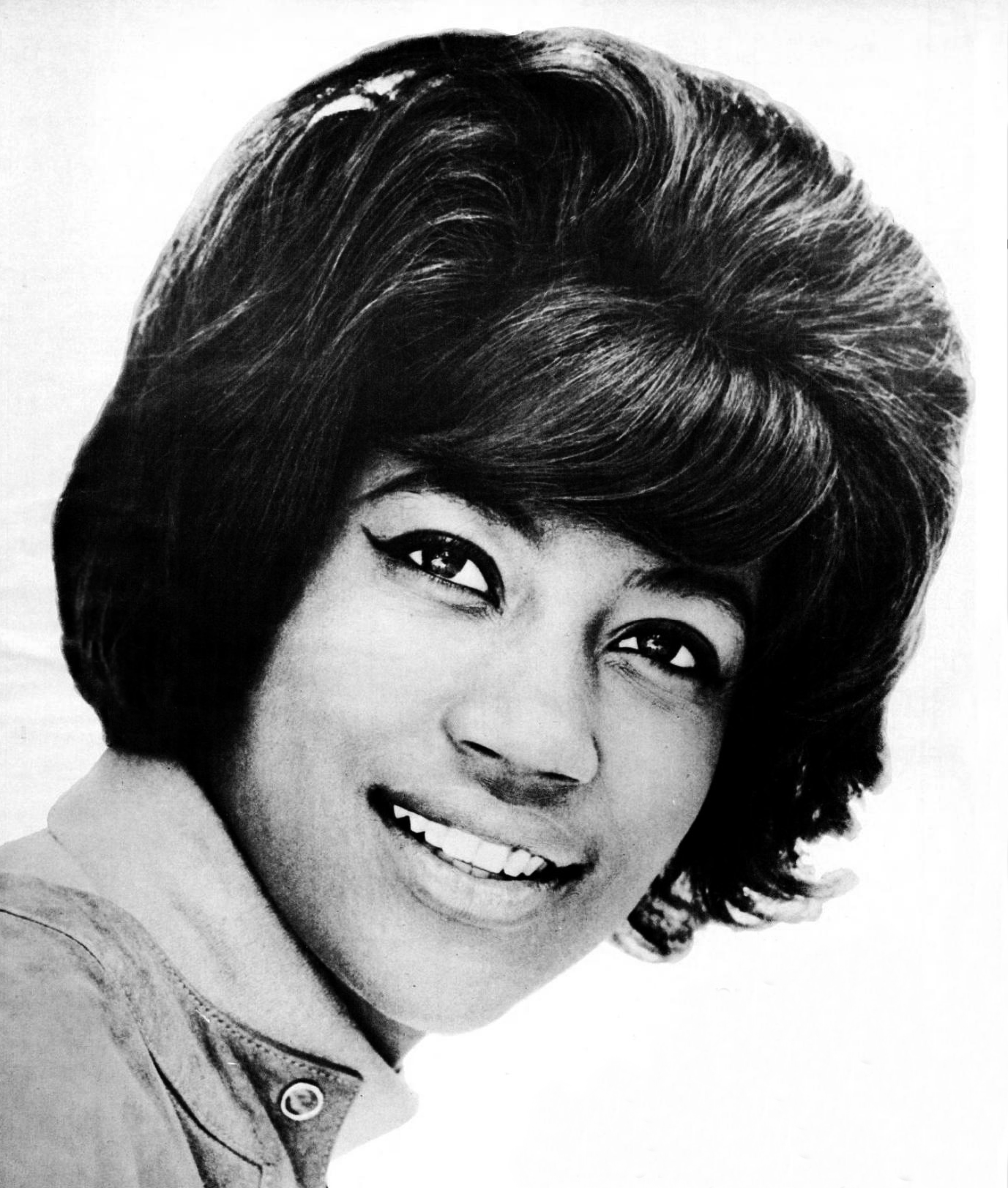
Kim Weston (1967).

Agatha Nathalia „Kim“ Weston (* 20. Dezember 1939 in Detroit) ist eine US-amerikanische Soulsängerin, die mit ihren Schallplatten in den 1960er Jahren erfolgreich war.  

## Musikalische Laufbahn

It Should Have Been Me, Westons erste Single auf Tamla (1963).

Kim Weston sang ab ihrem dritten Lebensjahr zuerst in Kirchenchören, als Teenager wurde sie Mitglied des Gospelchors The Wright Specials. 1963 schloss sie mit der Detroiter Plattenfirma Tamla einen Plattenvertrag ab, und im Februar des Jahres erschien ihre erste Single mit den Titeln It Should Have Been Me und Love Me All The Way. Mit dem B-Seiten-Titel Love Me All The Way kam sie sogleich in die Hitliste „Hot 100“ des Musikmagazins Billbord, wo sie als beste Notierung Platz 88 erreichte. Im Herbst 1964 nahm sie ihrem Tamla-Kollegen Marvin Gaye eine Duett-Single auf, deren Titel What Good Am I Without You in den „Hot 100“ Rang 61 erreichte. Anfang 1965 wechselte Kim Weston innerhalb des Motown-Konzerns zur Tamla-Schwester Gordy Records, wo sie mit Take Me In Your Arms (1965, 50.) und Helpless (1966, 56.) zu zwei weiteren Chart-Erfolgen kam. Wieder auf Tamla erschien im Dezember 1966 eine zweite Duettplatte mit Marvin Gaye. Mit dem Titel It Takes Two landete die Single Anfang 1967 auf Platz 14 der „Hot 100“ und stand zwölf Wochen lang in den Charts. It Takes Two wurde auch in Großbritannien veröffentlicht und kam in den dortigen Charts auf den 16. Rang. Ebenfalls 1967 heiratete Kim Weston ihren langjährigen Produzenten Mickey Stevenson, mit dem sie nach Los Angeles zog und zur Plattenfirma MGM wechselte. Dort hatte sie im Frühjahr 1967 mit I Got What You Need ihre letzte Chartnotierung in den USA (99. in den „Hot 100“). 
1968 endete der Plattenvertrag mit MGM, danach folgten nur noch vereinzelt Plattenveröffentlichungen bei unterschiedlichen kleinen Labels. Bei Banyan Tree erschien noch einmal eine Dutt-Single, diesmal mit Johnny Nash. Nach 1975 zog sich Kim Weston vorläufig aus dem Plattengeschäft zurück. Nach ihrer Trennung von Stevenson ließ sie sich wieder in Detroit nieder und arbeitete dort erfolgreich als Radio-DJ. Erst als 1987 auf Kim Westons Initiative in Großbritannien das Label Nightmare gegründet wurde, um ehemaligen Motown-Künstler eine Reaktivierungs-Plattform zu bieten, erschienen bis 1989 noch einmal vier Singles mit ihr, unter anderem mit den neuen Titeln Signal Your Intentions oder Who's Gonna Have The Last Laugh. Ersterer schaffte es bis zum Platz eins in den britischen Hi-NRG-Charts. Bei dem Nightmare-Nachfolgelabel Motorcity Records erschienen Anfang der 1990er Jahre zwei Langspielplatten (Investigate, Talking Loud) mit einigen neuen Songs.

## US-Charts bei Billboard
| Einstieg   | Titel                                      | Hot 100 |
| ---------- | ------------------------------------------ | ------- |
| 6.7.1963   | Love Me All The Way                        | 88.     |
| 24.10.1964 | What Good Am I Without You (& Marvin Gaye) | 61.     |
| 2.10.1965  | Take Me In Your Arms                       | 50.     |
| 12.3.1966  | Helpless                                   | 56.     |
| 7.1.1967   | It Takes Two (& Marvin Gaye)               | 14.     |
| 29.4.1967  | I Got What You Need                        | 99.     |

## US-Diskografie

### Vinyl-Singles
| A/B-Seite                                                      | Katalog-Nr. | veröffentl. |
| -------------------------------------------------------------- | ----------- | ----------- |
|                                                                | Tamla       |             |
| It Should Have Been Me / Love Me All the Way                   | 54076       | 2/1963      |
| Just Loving You / Another Train Coming                         | 54085       | 10/1963     |
| Looking for the Right Guy / Feel Alright Tonight               | 54100       | 8/1964      |
| What Good Am I Without You / I Want You 'Round (& Marvin Gaye) | 54104       | 9/1964      |
| I'm Still Loving You / Go Ahead and Laugh                      | 54110       | 1/1965      |
| It Takes Two / It's Got to Be a Miracle (& Marvin Gaye)        | 54141       | 12/1966     |
|                                                                | Gordi       |             |
| A Thrill a Moment / I'll Never See My Love Again               | 7041        | 4/1965      |
| Take Me in Your Arms / Don't Compare Me with Her               | 7046        | 9/1965      |
| Helpless / A Love Like Yours                                   | 7050        | 2/1966      |
|                                                                | MGM         |             |
| I Got What You Need / Someone Like You                         | 13720       | 4/1967      |
| That's Groovy / Land of Tomorrow                               | 13804       | 9/1967      |
| Nobody / You're Just The Kind of Guy                           | 13881       | 1/1968      |
| This Is America / Lift Ev'ry Voice and Sing                    | 13927       | 4/1968      |
| The Impossible Dream / When Johnny Comes Marching Home         | 13928       | 4/1968      |
| Thankful / I Will Understand                                   | 13992       | 9/1968      |
|                                                                | Banyan Tree |             |
| We Try Harder / My Time (& Johnny Nash)                        | 1001        | 1969        |
| Changes / Both Sides Now                                       | 1002        | 1969        |
|                                                                | People      |             |
| Danger, Heartbreak Ahead / I'll Be Thinking                    | 1001        | 1970        |
|                                                                | Pride       |             |
| Lift Ev'Ry Voice and Sing / This Is America                    | 1           | 1970        |
|                                                                | Mikim       |             |
| If I Had My Way / Gonna Be Alright                             | 1502        | 1971        |
| Little By Little, Bit By Bit / Hang-Up To You                  | 1503        | 1971        |
| The Choice Is Up To You / Buy Myself a Man                     | 1504        | 1972        |
|                                                                | Enterprise  |             |
| Beautiful People / Goodness Gracious                           | 9101        | 1974        |
|                                                                | Rahkim      |             |
| Detroit (Part 1) / Detroit (Part 2)                            | 101         | 1975        |

### Langspielplatten
| Titel                               | Katalog-Nr.      | veröffentl. |
| ----------------------------------- | ---------------- | ----------- |
| Marvin Gaye & Kim Weston – Take Two | Tamla 270        | 1966        |
| For the First Time                  | MGM 4477         | 1967        |
| This Is America                     | MGM 4561         | 1968        |
| Johnny Nash & Kim Weston            | Banyan Tree 1016 | 1969        |
| Big Brass Four Poster               | People 5001      | 1970        |
| Kim Kim Kim                         | Volt 6014        | 1972        |